# Islandia (Yavarí)
Islandia är en ort i distriktet Yavarí , belägen i provinsen Mariscal Ramón Castilla i Loreto, Peru.
Islandia ligger vid floden Yavarí. Under större delen av året är platsen översvämmad, varför husen är byggda på mer än två meter höga pålar.
Islandia har drygt 2 300 invånare och är kommunikationspunkt för båtar från Iquitos och Caballococha på den peruanska sidan; samt Benjamin Constant och Atalaia do Norte på den brasilianska sidan. Till Islandia kommer fartyg från Peru, Brasilien och Colombia.
En resa till Iquitos med flyg tar en timme och 20 minuter. En resa med båt tar 18 timmar.
I Islandia finns ett sjukhus som betjänar de mer än 15 000 invånarna i 50 samhällen i Yavaríflodens avrinningsområde. Elförsörjning sker med solpaneler.